# Guillermo Torres (Fußballspieler)
Guillermo Torres (* 1952 in Guadalajara, Jalisco; † 1. Februar 2014), auch bekannt unter dem Spitznamen Pititos, war ein mexikanischer Fußballspieler, der sowohl im offensiven Mittelfeld als auch im Angriff eingesetzt wurde. Er ist der einzige Spieler, der in jeweils zwei Etappen bei den großen Vereinen seiner Heimatstadt (Atlas und Chivas) unter Vertrag stand. Außerdem spielte er während seiner gesamten Laufbahn nur für diese beiden Vereine.

## Leben
„Pititos“ Torres stand zunächst von 1968 bis 1971 beim Club Atlas unter Vertrag. Als dieser am Ende der Saison 1970/71 in die zweite Liga abstieg, wechselte Torres zum Stadtrivalen Chivas. 1977 kehrte er noch einmal für drei Spielzeiten zum Club Atlas zurück – und spielte mit diesem nach einem erneuten Abstieg doch eine Spielzeit (1978/79) in der zweiten Liga –, ehe er 1980 erneut zu Chivas wechselte und dort seine aktive Laufbahn in der Saison 1984/85 ausklingen ließ.
Während seiner gesamten Laufbahn erzielte Torres mehr als 50 Tore, darunter viele per Freistoß und Strafstoß.
2010 wurde bei Torres Prostatakrebs diagnostiziert. Am 1. Februar 2014 erlag er dieser Krankheit und starb.